# Dorymyrmex exsanguis
Dorymyrmex exsanguis é uma espécie de formiga do gênero Dorymyrmex. Descrita por Forel em 1912, a espécie é nativa da Argentina e do Paraguai.